# 9830 Franciswasiak
9830 Franciswasiak è un asteroide della fascia principale. Scoperto nel 1978, presenta un'orbita caratterizzata da un semiasse maggiore pari a 2,2138440 au e da un'eccentricità di 0,0575128, inclinata di 6,14246° rispetto all'eclittica.